# Januário Correia de Almeida
Januário Correia de Almeida, 1.º Conde de São Januário  ComTE • GCC • GCA • MOBS • MOCE • GCNSC (Oeiras, Paço de Arcos, 31 de Março de 1829 — Oeiras, Paço de Arcos, 27 de Maio de 1901), foi um militar, governador colonial, político e diplomata português. Foi sucessivamente 1.º Barão, Visconde e Conde de São Januário.

## Família
Filho de Januário Correia de Almeida (c. 1805 - 1835), Fidalgo Cavaleiro da Casa Real, Tesoureiro Geral da Armada, e de sua mulher Bárbara Luísa dos Santos Pinto (c. 1800 - 1860) e enteado de António Pereira de Lima, era irmão de Bárbara Carolina Correia de Almeida e de Carlos Correia de Almeida, casado com Vitória Januário da Silva. Neto paterno doutro Januário Correia de Almeida (c. 1780 - 1835), Fidalgo da Casa Real, e de sua mulher Margarida Correia, e neto materno de João dos Santos Pinto, Cavaleiro da Ordem Militar de Cristo, e de sua mulher Ana Honorata, e bisneto de Manuel Correia e de sua mulher Margarida do Carmo de Almeida, filha de José de Almeida e de sua mulher Joaquina Tomásia. O seu pai era primo-irmão do 1.º Visconde e 1.º Conde de Paço de Arcos.

## Biografia

### Início da carreira militar
Assentou praça voluntariamente no Batalhão de Caçadores N.º 2 a 4 de Novembro de 1842 e, depois de frequentar a Escola do Exército, foi promovido a Alferes de Cavalaria a 22 de Dezembro de 1846. Seguidamente, passou à Faculdade de Ciências da Universidade de Coimbra, onde se bacharelou em Matemática e Filosofia, e voltou à Escola do Exército, já graduado no posto de Tenente, e ali concluiu o curso do Estado-Maior em 1856, tornando-se Engenheiro Civil e Engenheiro Militar. No Estado-Maior fez a sua carreira militar.

### Governador de Cabo Verde
Mas a sua carreira civil foi muito mais importante, desde que em 1857 foi nomeado Diretor de Obras Públicas do Distrito de Cabo Verde, e, como tal, percorreu todas as ilhas do arquipélago, e a costa da Guiné, ao tempo governada por Honório Pereira Barreto, António Pereira Mouzinho de Albuquerque Cota Falcão, João José Corsino Peres e António Cândido Zagalo. A Fortaleza de São José da Amura sofreu reparos de 1858 a 1860, por si dirigidos, já no posto de Capitão. Escreveu a respeito dessa possessão um livro, a que pôs o título Um Mez Guiné, que se publicou em Lisboa em 1859. Em 1860 foi nomeado 82.º Governador-geral Interino da mesma província (de Cabo Verde), sucedendo a Sebastião Lopes de Calheiros e Meneses, donde se retirou em 1861 por ter terminado a sua comissão, oferecendo-lhe os cabo-verdianos uma Espada de Honra e uma Medalha de Ouro, em reconhecimento pelos muitos benefícios que lhe deviam. Como Diretor de Obras Públicas mandou construir o cais no Porto da Praia, a Câmara, quartéis e estradas na Ilha de Santiago, as alfândegas nas Ilhas de São Vicente e do Fogo e outras obras importantes; como Governador, instituiu o Liceu na capital da província, regularizou o serviço do correio e reformou muitos serviços.

### Governador Civil de Distrito e Deputado
Quando regressou a Portugal foi nomeado Diretor de Obras Públicas nos Distritos de Braga e Viana do Castelo. A 15 de Janeiro de 1862 foi nomeado 14.º Governador Civil do Distrito do Funchal de 15 de Janeiro de 1862 e, meses depois, a 20 de Outubro de 1862, foi ocupar o mesmo lugar de 25.º Governador Civil do Distrito de Braga até 26 de Dezembro de 1864. Foi promovido a Capitão a 19 de Março de 1863. Em Fevereiro de 1864 foi nomeado Comissário Régio do Distrito de Vila Real para sindicar sobre certas irregularidades cometidas nas Eleições Municipais, e houve-se por tal forma que mereceu ser louvado no Parlamento. Foi depois transferido para o Distrito do Porto como 24.º Governador Civil a 26 de Outubro ou 26 de Dezembro de 1864, e ali realizou importantes melhoramentos e promoveu a Exposição Universal de 1865. Militou no Partido Progressista, pelo que nesse ano, a 20 de Maio de 1865, pediu a sua exoneração, por não apoiar o novo Governo e a 30 de Julho de 1865 foi eleito Deputado pelo Círculo Eleitoral do Porto por parte da oposição. Voltou a ser 26.º Governador Civil do Distrito do Porto de 8 de Setembro de 1865 a 7 de Janeiro de 1868. O título de 1.º Barão de São Januário foi-lhe concedido pelo Rei D. Luís I de Portugal, por Decreto de 10 de Fevereiro de 1866, e o mesmo soberano o elevou a 1.º Visconde de São Januário, por Decreto de 9 de Setembro de 1867.

### Governo da Índia
Em 1870 partiu como 95.º Governador-Geral para a Índia até 1875 e ali reorganizou a administração, fez cunhar moeda nova, reprimiu os bandidos, visitou todos os domínios Indianos Portugueses. Fez frente a uma revolta militar e de tal maneira se fez respeitar que as tropas mandadas de Lisboa, na corveta Estefânia e no vapor Índia, sob o comando do Infante D. Augusto de Bragança, Duque de Coimbra, não chegaram a entrar em ação. Em Bombaim publicou, em 1872, um livro intitulado Duas Palavras Acerca da Última Revolta do Exército da Índia.

### Governo de Macau e de Timor
A 23 de Março de 1872 foi nomeado 60.º Governador de Macau e 51.º Governador de Timor (subordinado a Macau) até 7 de Dezembro de 1874, onde afirmou as suas grandes qualidades de energia e prudência, defendendo Macau quando a cidade foi invadida pelos piratas chineses.

### Diplomata na China, Japão e Sião
Em 1874 foi nomeado Ministro Plenipotenciário na China, Japão e Sião, conseguindo que a China reconhecesse os direitos de Portugal na Península de Hai Nan, e organizou o serviço consular no Japão.
Ainda no ano de 1874, aquando da sua chegada à Corte de Banguecoque, encontra o país mergulhado num profundo diferindo dinástico. A actuação dele foi decisiva na luta que se encontrava a pontos de se tornar guerra civil: a coroa do reino era disputada pelo monarca legítimo, e o ex-regente. A intervenção de Januário junto dos representantes diplomáticos das potências ocidentais foi essencial para que o apoio das mesmas fosse concedido ao rei legítimo Rama V Chualongkon, que em testemunho de gratidão o agraciou com a Grã-Cruz da Ordem da Coroa de Sião. 

### Vida académica
Regressou a Lisboa em 1875 e foi um dos Fundadores da Sociedade de Geografia de Lisboa, de que foi Presidente Honorário. Foi Sócio Correspondente da Academia Real das Ciências de Lisboa, Vice-Presidente da Academia Indochinesa de Paris, etc. Foi promovido a Major a 21 de Janeiro de 1876.

### Diplomata na América do Sul
Em 1878 foi nomeado Encarregado de Negócios junto de todas as Repúblicas da América do Sul, e a sua ação assinalou-se por vários tratados comerciais. Estabeleceu igualmente o serviço consular na América do Sul. Foi promovido a Tenente-Coronel a 3 de Setembro de 1879.

### Par do Reino, Ministro e Conselheiro
A 20 de Janeiro de 1880 foi nomeado Par do Reino e a 2 de Julho do mesmo ano foi Ministro pela primeira vez, num gabinete presidido por Anselmo Braamcamp Freire, sendo-lhe confiada a pasta da Marinha e Ultramar. Foi promovido a Coronel a 11 de Abril de 1884. Voltou ao poder em 1886, num governo presidido por José Luciano de Castro, tomando conta da pasta da Guerra. Foi elevado à Grandeza, como 1.º Conde de São Januário, por Decreto do Rei D. Luís I de Portugal de 27 de Abril de 1889. Foi promovido a General-de-Brigada a 30 de Junho de 1893 e a General-de-Divisão a 13 de Maio de 1896. Em 1896 foi-lhe confiado o comando da 1.ª Divisão Militar e foi também Comandante do Estado-Maior e da Escola do Exército. Foi Ajudante-de-Campo do Rei D. Luís I e Conselheiro de Sua Majestade Fidelíssima.

### Brasão de Armas
Usou por Armas de Mercê Nova um escudo esquartelado, no 1.º Correia, no 2.º de Almeida, no 3.º Pinto e o 4.º de vermelho, uma espada de ouro, posta em pala, com a ponta para o chefe; timbre: Correia; Coroa de Conde. Ignora-se o documento de concessão, mas deve ter sido depois da sua elevação a Conde a 27 de Abril de 1889, por apresentarem estas armas a coroa de Conde em vez da de Barão ou de Visconde.

### Condecorações
Recebeu as seguintes condecorações:
- Grã-Cruz da Ordem Militar de Cristo de Portugal (? de ? de 18??)
- Grã-Cruz da Ordem de Nossa Senhora da Conceição de Vila Viçosa de Portugal (? de ? de 18??)[6]
- Grã-Cruz da Ordem Militar de Cristo Grã-Cruz da Ordem Militar de Avis de Portugal (? de ? de 18??)
- Comendador da Ordem Militar da Torre e Espada, do Valor, Lealdade e Mérito de Portugal (? de ? de 18??)
- Medalha de Ouro de Bons Serviços de Portugal (? de ? de 18??)
- Medalha de Ouro de Comportamento Exemplar de Portugal (? de ? de 18??)
- Grã-Cruz da Ordem de Isabel a Católica de Espanha (? de ? de 18??)
- Grã-Cruz da Ordem do Mérito Militar de Espanha (? de ? de 18??)
- Grã-Cruz da Ordem dos Santos Maurício e Lázaro da Sardenha e de Itália (? de ? de 18??)
- Grã-Cruz da Ordem da Coroa do Sião (14 de Janeiro de 1875)
- Grã-Cruz da Real Ordem do Camboja do Camboja (? de ? de 1874)
- Grande Cordão da Ordem de Leopoldo da Bélgica (? de ? de 18??)
- Grã-Cruz da Ordem da Espada da Suécia (? de ? de 18??)
- Grande Cordão da Ordem do Sol Nascente do Japão (? de ? de 1874)
- Dignitário da Imperial Ordem da Rosa do Brasil (? de ? de 18??)
- Grande-Oficial da Ordem Nacional da Legião de Honra de França (? de ? de 18??)
- Grande-Oficial da Ordem da Instrução Pública de França (? de ? de 18??)

## Casamento e descendência

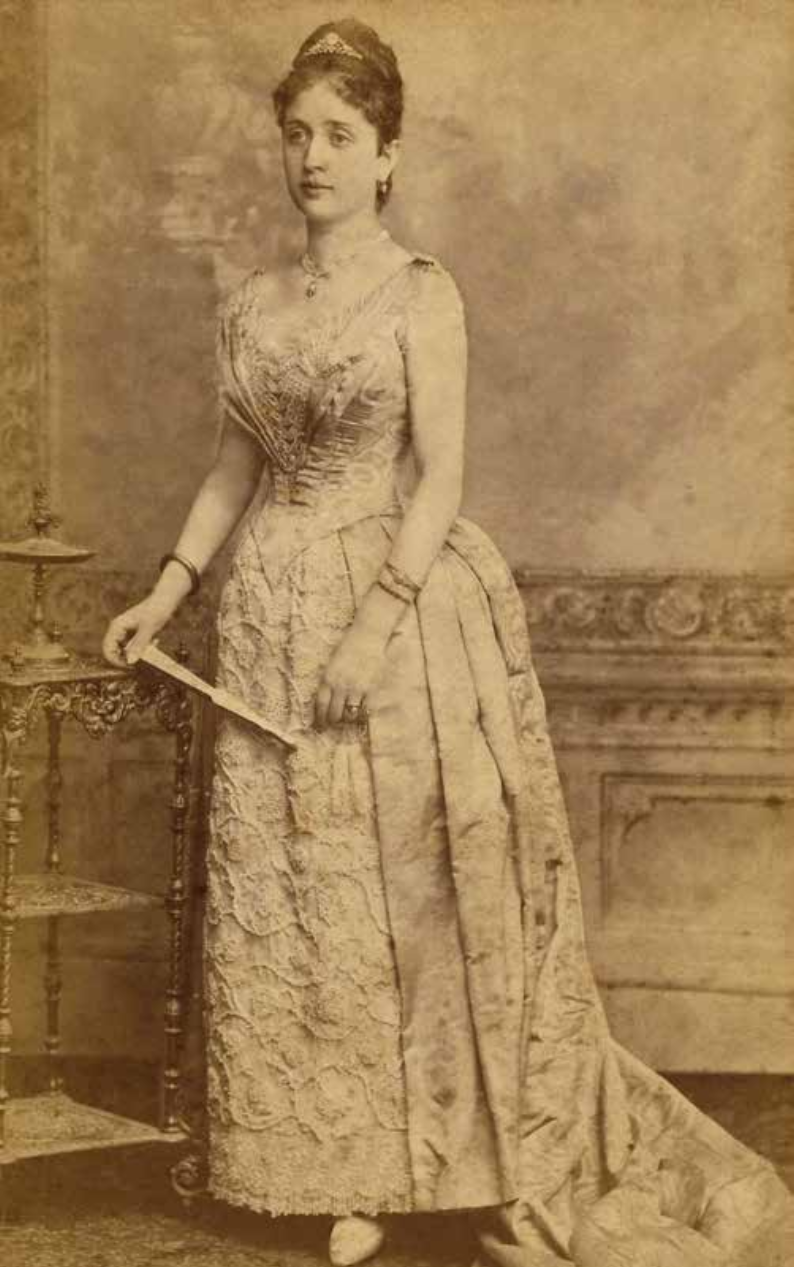
D. Maria Clementina, Condessa de São Januário, em retrato de 1888

Casou a 26 de Novembro de 1885 com Maria Clementina de Lancastre Vasconcelos e Sousa Leme Corte-Real (Porto, Sé, 21 de Setembro de 1865 - Lisboa, São João, Convento de Santos-o-Novo, 26 de Janeiro de 1939), filha de Manuel Cardoso Rangel de Quadros Corte-Real (10 de Agosto de 1824 - 31 de Março de 1877), 1?.º Senhor Donatário do Couto e Honra do Gafanhão, Fidalgo da Casa Real, e de sua mulher (13 de Março de 1861/2) Maria Teresa de Lancastre e Vasconcelos de Sousa Leme ou Leme de Macedo de Lancastre Vasconcelos e Sousa ou Leme Guedes Vieira de Macedo de Lancastre de Vasconcelos e Sousa, da Casa do Assento, Herdeira, 11.ª Senhora da Casa do Val de Couto (Porto, Santo Ildefonso, 26 de Maio de 1841 - Lisboa, 28 de Julho de 1905) e enteada do 1.º Visconde de Negrelos, de quem teve duas filhas; depois de viúva a sua mulher teve do Médico Albino Augusto Pacheco (Celorico de Basto, Britelo, 7 de Fevereiro de 1871 - Lisboa, 9 de Março de 1948) uma filha natural, casada e com geração:
- Maria Teresa Correia de Almeida (Braga, Sé, 30 de Setembro de 1888 -?), Representante do Título de Condessa (antes Viscondessa e Baronesa) de São Januário, casada em Lisboa, Lapa, a 15 de Novembro de 1906 com D. Tomás Maria de Châtillon de Almeida (Lisboa, São Sebastião da Pedreira, 27 de Abril de 1884 - Lisboa, São Mamede, 2 de Fevereiro de 1940), Diplomado com o antigo Curso Superior de Letras, filho de D. Luís Maria de Almeida (Lisboa, São José, 2 de Agosto de 1864 - Lisboa, Santa Isabel, 19 de Maio de 1933) e de sua mulher (Lisboa, São Sebastião da Pedreira, 28 de Julho de 1883) Maria da Luz de Carvalho Sanches de Châtillon (Lisboa, São Sebastião da Pedreira, 19 de Abril de 1862 -?), divorciados, de quem teve um filho, tendo ele casado segunda vez em Lisboa, Lapa, a 21 de Maio de 1926 com Maria da Luz Pais Lobo (Aljustrel, Aljustrel -?), sem geração:
  - D. Tomás Maria de Almeida (Pombal, São Martinho (hoje parte de Pombal), 27 de Dezembro de 1907 -?), Representante do Título de Conde (antes Visconde e Barão) de São Januário, casado em Lisboa, Benfica, a 6 de Junho de 1934 com Maria Fernanda de Oliveira Dores (Lisboa, Encarnação, 2 de Abril de 1907 -?), filha de Alfredo de Oliveira Dores e de sua mulher Júlia Lisboa, sem geração.
- Maria do Patrocínio Correia de Almeida (20 de Dezembro de 1889 -?), teve uma filha natural, casada e com geração.

Faleceu aos 72 anos na Quinta da Portela, em Paço de Arcos, sendo sepultado no jazigo da família, nos Prazeres.